# Castrul roman de la Cristești
În castrul roman de la Cristești a fost emisă la data de 8 iulie 158 o "Diplomă Militară" care enumera, alături de alte trupe, pe vexillarii Africae et Mauretaniae Caesariensis qui sunt cum Mauris gentilib(us) in Dacia Superiore.